# Oxyna dracunculina
Oxyna dracunculina är en tvåvingeart som beskrevs av Richter 1990. Oxyna dracunculina ingår i släktet Oxyna och familjen borrflugor. Inga underarter finns listade i Catalogue of Life.